# Franco Negri
Franco Negri (San Martín, 20 febbraio 1995) è un calciatore argentino, difensore del San Diego.

## Caratteristiche tecniche
È un terzino sinistro.

## Carriera
Cresciuto nel settore giovanile del San Lorenzo, nel 2016 viene ceduto in prestito al Quilmes dove debutta fra i professionisti il 22 ottobre in occasione dell'incontro di Primera División vinto 1-0 contro il Lanús. Al termine della stagione, conclusa con la retrocessione, viene nuovamente girato in prestito, questa volta all'Independiente Rivadavia; dopo aver collezionato 18 presenze in Primera B Nacional, viene acquistato a titolo definitivo.
Nell'ottobre 2020 cambia nuovamente casacca, passando al Belgrano; l'avventura con il club bianco-azzurro dura pochi mesi e nel febbraio 2021 si trasferisce al Newell's Old Boys.

## Statistiche
Statistiche aggiornate al 14 aprile 2020.

### Presenze e reti nei club
| Stagione              | Squadra                 | Campionato            | Campionato | Campionato | Coppe nazionali | Coppe nazionali | Coppe nazionali | Coppe continentali | Coppe continentali | Coppe continentali | Altre coppe | Altre coppe | Altre coppe | Totale | Totale | Totale |
| Stagione              | Squadra                 | Comp                  | Pres       | Reti       | Comp            | Pres            | Reti            | Comp               | Pres               | Reti               | Comp        | Pres        | Reti        | Pres   | Reti   |        |
| --------------------- | ----------------------- | --------------------- | ---------- | ---------- | --------------- | --------------- | --------------- | ------------------ | ------------------ | ------------------ | ----------- | ----------- | ----------- | ------ | ------ | ------ |
| 2016-2017             | Quilmes                 | PD                    | 12         | 0          | CA              | 1               | 0               |                    | -                  | -                  |             | -           | -           | 13     | 0      |        |
| 2017-2018             | Independiente Rivadavia | PN                    | 18         | 0          | CA              | 0               | 0               |                    | -                  | -                  |             | -           | -           | 18     | 0      |        |
| 2018-2019             | Independiente Rivadavia | PN                    | 19         | 4          | CA              | 0               | 0               |                    | -                  | -                  |             | -           | -           | 19     | 4      |        |
| 2019-2020             | Independiente Rivadavia | PN                    | 21         | 1          | CA              | 0               | 0               |                    | -                  | -                  |             | -           | -           | 21     | 1      |        |
| Totale Ind. Rivadavia | Totale Ind. Rivadavia   | Totale Ind. Rivadavia | 58         | 5          |                 | 0               | 0               |                    | -                  | -                  |             | -           | -           | 58     | 5      |        |
| 2020                  | Belgrano                | PN                    | 4          | 0          |                 | -               | -               |                    | -                  | -                  |             | -           | -           | 4      | 0      |        |
| 2021                  | Newell's Old Boys       |                       | -          | -          | CdL             | 7               | 2               | CS                 | 1                  | 0                  |             | -           | -           | 8      | 2      |        |
| Totale carriera       | Totale carriera         | Totale carriera       | 74         | 5          |                 | 8               | 2               |                    | 1                  | 0                  |             | -           | -           | 83     | 7      |        |

## Palmarès

### Competizioni nazionali
- MLS Supporters' Shield: 1

Inter Miami: 2024

### Competizioni internazionali
- Leagues Cup: 1

Inter Miami: 2023